# Dolina Białego
Dolina Białego je zalesněné údolí v polských Západních Tatrách, mezi horskými hřbety Krokwi a Sarnie Skały.

## Poloha a popis doliny
Je dlouhá 2,5 km a má plochu 300 ha. Ohraničená je:
- na západě horským hřbetem začínajícím zpoza stěny Długieho Giewontu, kde je Wyżne Sucha Przełęcz, Sucha Czubka, Nižné Sucha Przełęcz, Suchy Wierch, Czerwona Przełęcz a Sarnia Skała. Potom pokračuje severovýchodním hřebenem Sarniej Skały s vyvýšeninami Zawieszka, Łomik a Kopa nad Białym,
- na jihu a jihovýchodě je ohraničena částí horského hřebene Długieho Giewontu, od Juhaska Kopy přes Wyżne Wrótka a Turňa nad Białem po Wrótka a potom Kalackou kopou, Białym Grzbietem a Niżniou Przełęczou Białego,
- na východě ji ohraničuje Mała Krokiew, Siwarowe Siodło, Krokwa a její severozápadní rameno.

Dolina Białego začíná ve výšce kolem (910 m n. m.) při Droge pod Reglami. Má tvar rokle, v níž na východě se tyčí bradlo Korycisk, na západě bradlo Kazalnice. Horní část doliny rozděluje krátký hřebínek Zameczki a Iglau na dvě oddělení: Dolinu Suchu Giewoncku na západě a na bezejmenné údolíčko na východě.

## Geologie a hydrologie
Dolina je vypreparována ze sedimentárních hornin, vápenců, dolomitů a břidlic. Je převážně úzká, s hlubokými zářezy krasového charakteru, zejména v dolní části Kazalnice, kterou nazvali Kotle. V údolí se nacházejí různé skalní formace. Na Bialem Potoku jsou četné prahy, nevelké vodopády a ledovcové hrnce.

## Příroda
Vegetace má subalpínský charakter. Převládají smrkové, bukové a jedlové porosty. Na začátku doliny je jedno z nejníže položených stanovišť kosodřeviny (920 m n. m.) a na horní hranici lesa rostou skupiny limb. Jelikož masiv Giewontu zastiňuje dolinu, její klimatické poměry jsou velmi chladné, i když dolina není ve vysoké nadmořské výšce. Má jedinečnou flóru. Donedávna zde rostl sklenobýl bezlistý (Epipogium aphyllum) (jeho výskyt v této době nebyl potvrzen, pravděpodobně vyhynul), vyskytuje se zde pcháč bělohlavý (Cirsium eriophorum), borovice Pinus rhaetica, všivec Hacquetův (Pedicularis hacquetii) a skalník plstnatý (Cotoneaster tomentosus). Příroda v údolí je od roku 1954 přísně chráněna.

## Historie
Horní část doliny v minulosti patřila do pastýřské Hali Białe. Na začátku 50. let 20. století v dolině geologové zkoumali pravděpodobná ložiska uranové rudy. Vyhloubili dvě průzkumné štoly. V tom čase dolinu uzavřeli a přísně hlídali. Vstup do dolní štoly (má délku 270 m) sa nachází při  žlutě značené turistické trase. Je zamřížovaný. Horní štola je ve výšce 1030 m n. m. a je dlhá 400 m.

## Turistika
- – od vstupu do doliny okolo doliny Białego Potoka pod úbočími Igły na Ścieżce nad Reglami.
  - Čas túry: 1:10 h, ↓ 55 min.
- Turistická značka černá – Ścieżka nad Reglami vychází z Kuźnic přes Przełęcz Białego na křižovatku se žlutou značkou a potom dále přes Czerwonu Przełęcz na Polanu Strążysku.
- Čas túry z Kalatówek na křižovatku se žlutou značkou: 1:10 h, stejný čas i zpět.
- Čas túry od žluté značky na Czerwonu Przełęcz: 15 min, ↓ 10 min.

V roce 2018 navštěvuje dolinu přibližně 5% turistů z celkového počtu, přicházejících do polských Tater.

## Galerie

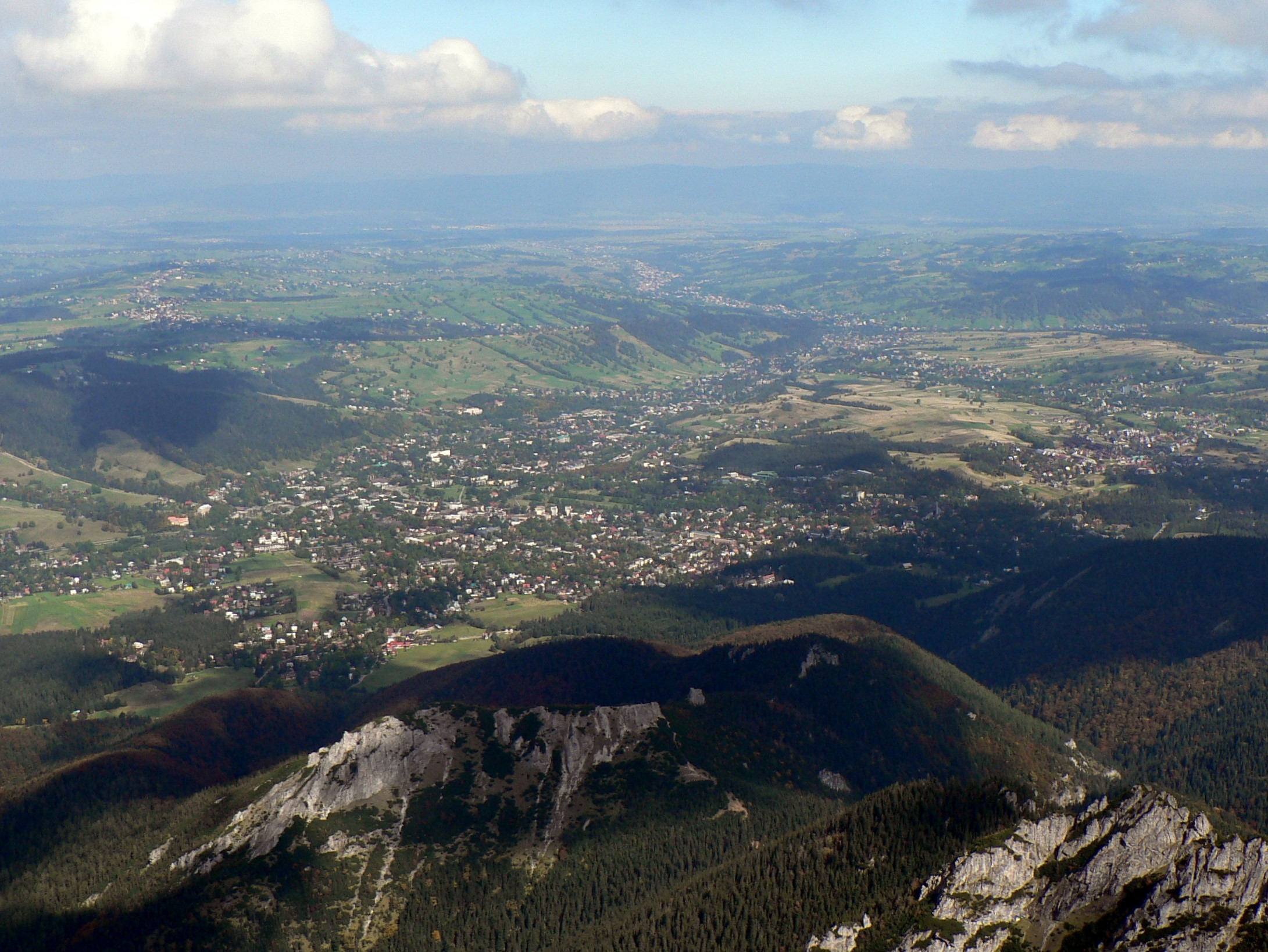
Sarnia Skała a Dolina Białego z Giewontu
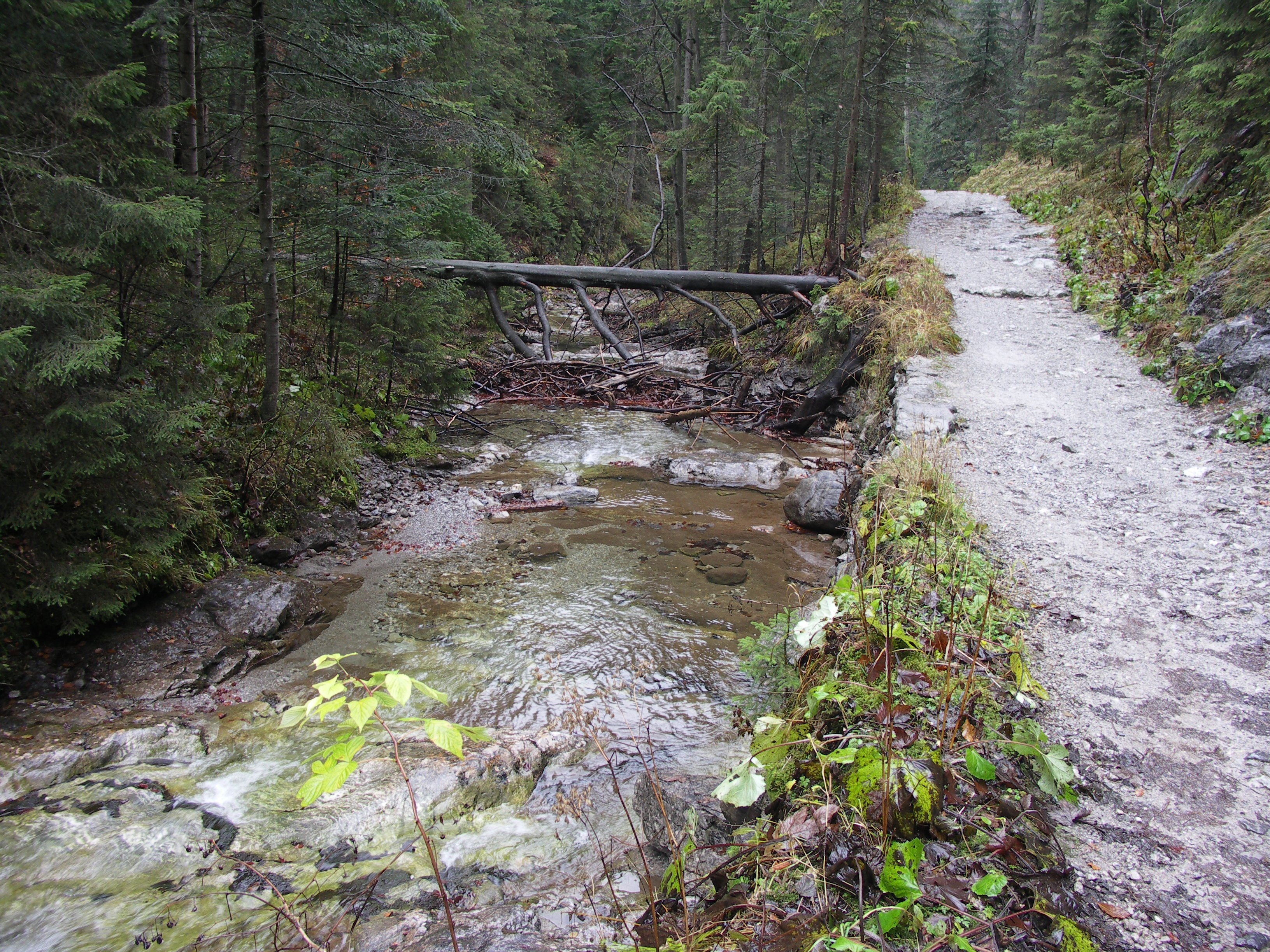
dolina Białego
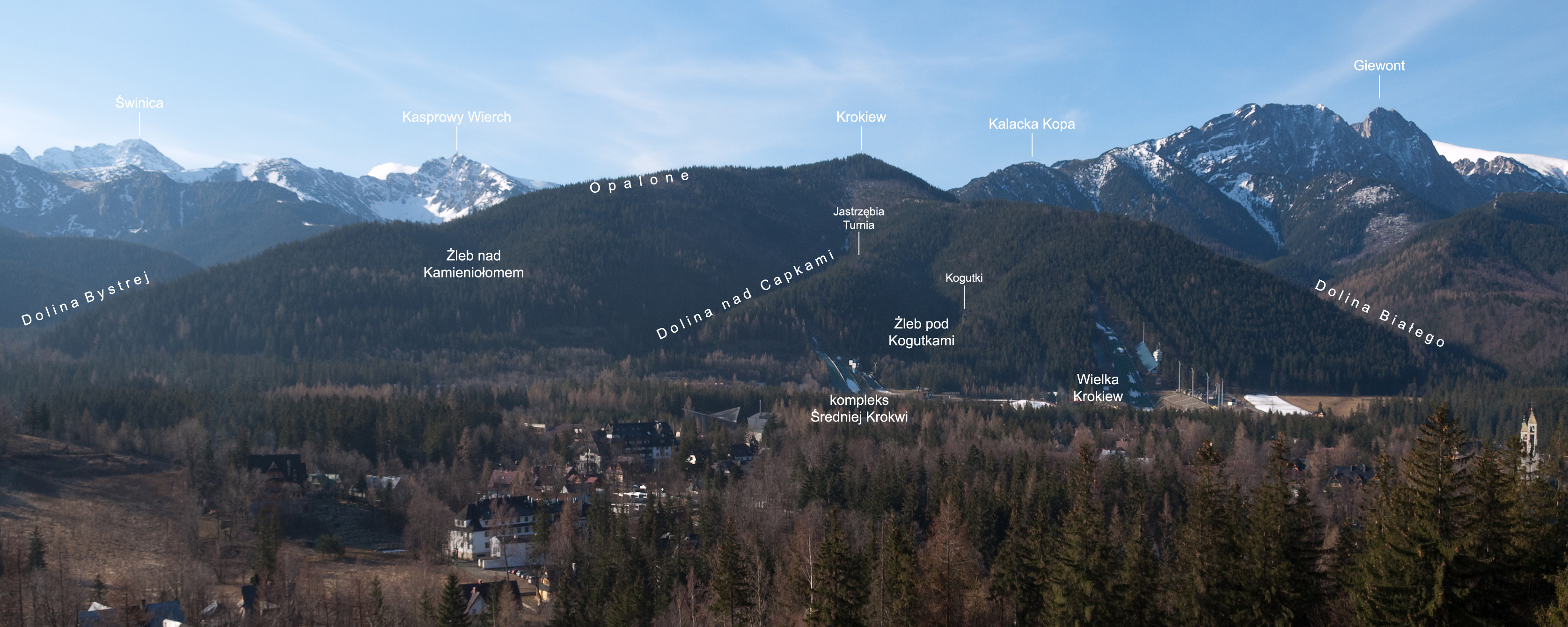
Krokwa a Dolina Białego. Pohled z Antalowka
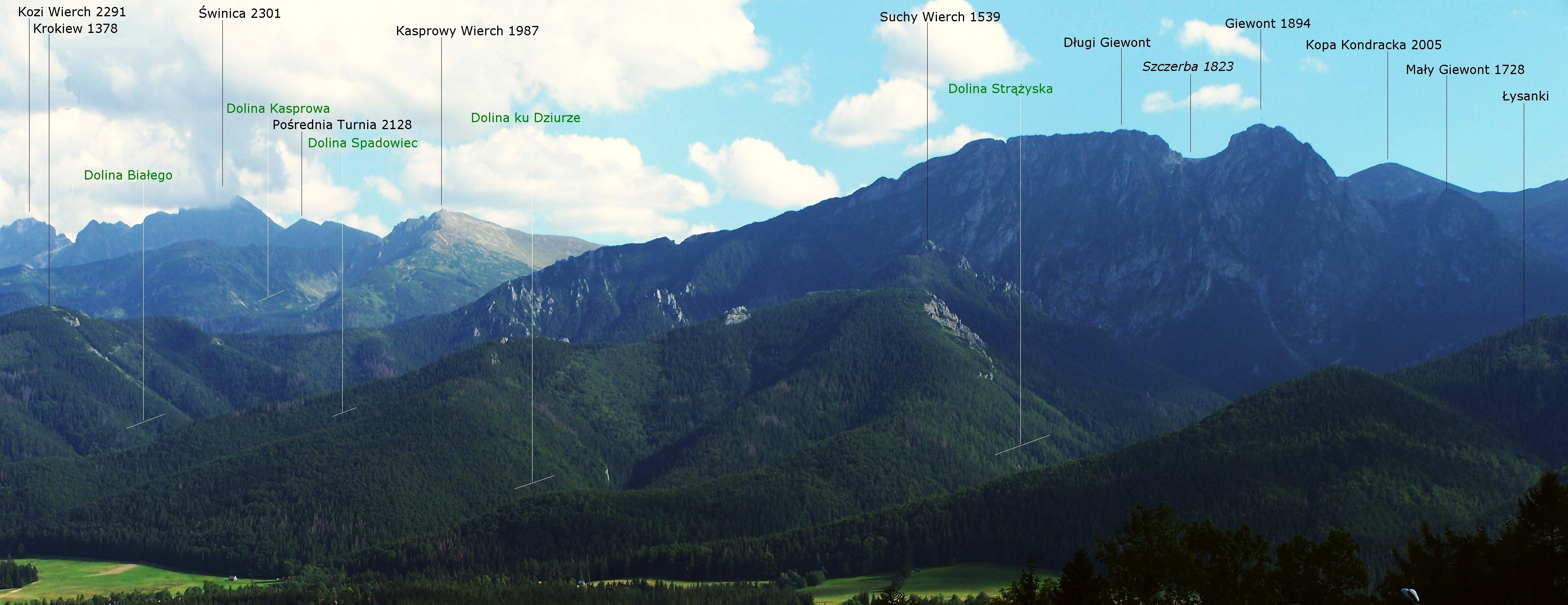
Dolina Białego. Pohled z Butorowskiego Wierchu
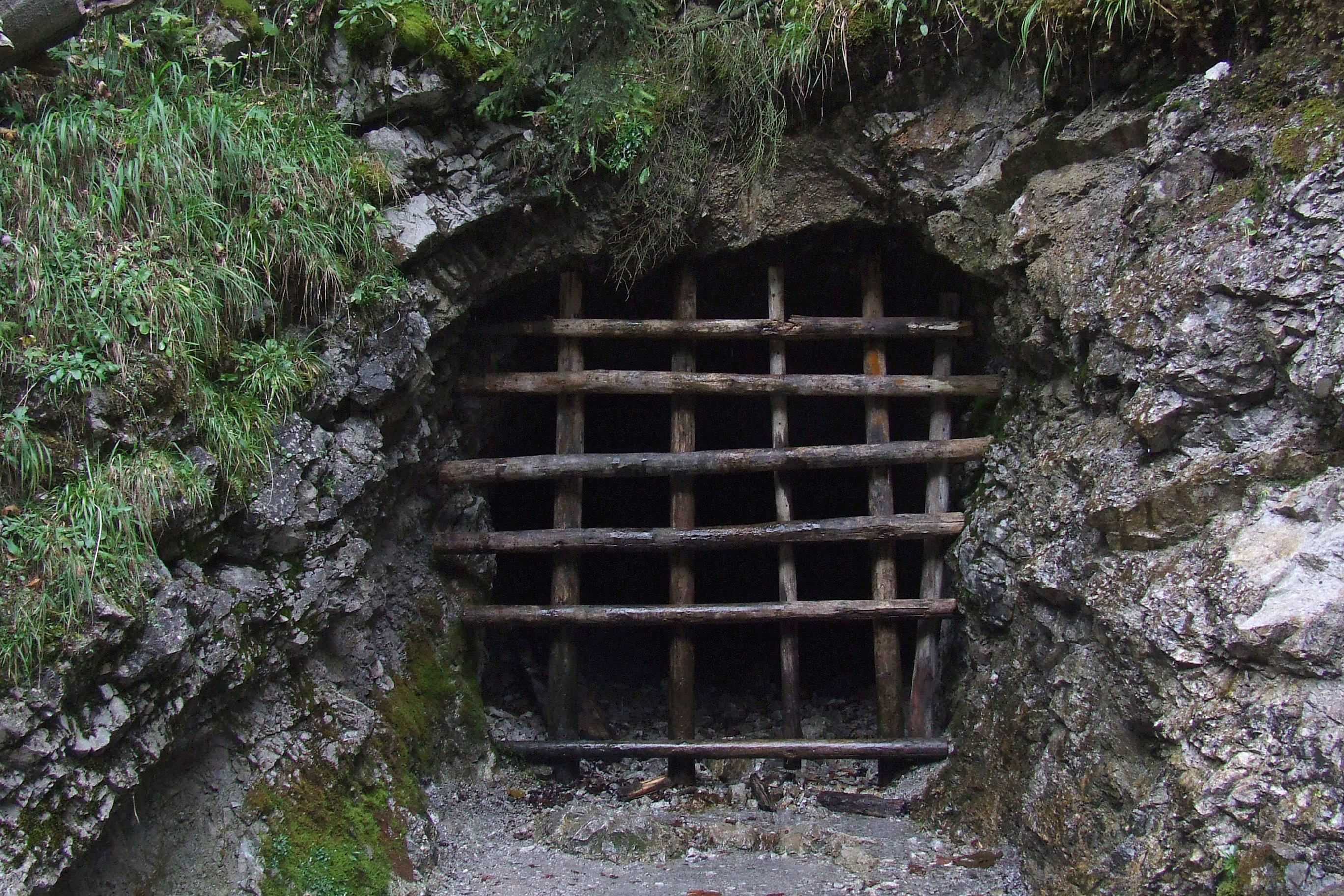
uranová štola